# Хао Юнь
Ха́о Юнь (кит. упр. 郝运, пиньинь Hǎo Yùn; род. 23 июня 1995, Баодин, Хэбэй) — китайский пловец, призёр Олимпийских игр.
С 2006 года стал посещать секцию плавания. В 2012 году на Всекитайских соревнованиях по плаванию завоевал серебряные медали в заплывах вольным стилем на 200, 400 и 1500 м, а на Олимпийских играх в Лондоне стал обладателем бронзовой медали.